# Бенедикт Морель
Бенедикт Огюстен Морель (фр. Bénédict Augustin Morel; 22 листопада 1809, Відень, Австрійська імперія — 30 березня 1873, Сент-Іон, Третя французька республіка) — французький психіатр, який зробив великий вплив на психіатричні теорії у XIX столітті. Розробив питання про причини божевілля, а також про значення спадковості для психічних захворювань.

## Біографія
Народився у Відні під час французької воєнної кампанії проти Австрії. Його батьком був французький армійський провізіонер, мати невідома. Після юнацьких поневірянь у 1831 році оселився у Парижі, спробував себе у журналістиці, у 1839 році взявся за вивчення медицини. Друг-студент Клод Бернар, з яким Бенедикт ділив кімнату (а за деякими відомостями — й одяг, через бідність), представив його психіатру Жану-П'єру Фальре, який згодом став учителем Мореля.

## Науковий внесок
Морель почав власні психіатричні дослідження, публікуючи статті, як наукові, так і у публіцистичному стилі. У 1856 році Морель був призначений головним лікарем психіатричного госпіталю у Сент-Іоні. Відзначали його прогресивний та гуманний підхід до пацієнтів. У 1857 році він публікує роботу «Traité des Dégénérescences» (з фр. «Лікування дегенерацій»), яка заклала, за деякими оцінками, основи майбутнього дослідження спадковості у психіатрії.
Морель дотримувався популярних у його час уявлень про успадкування набутих ознак — уявлень, що йдуть всупереч з дарвінізмом:181. Він був песимістичний щодо перспектив пацієнтів, які страждають на психічні розлади. Основною причиною психозів, за Морелем, була дегенерація: виникнення нервових і психічних захворювань він розглядав як наслідок поступового погіршення природи людини, що призводить до поступового збільшення психозів у населенні.
Згідно з Морелем, Бог створив досконалий тип людини, проте під впливом пороків і створених культурою шкідливих професій, інфекцій цей досконалий тип став послідовно погіршуватися: у першому поколінні «дегенератів» виникає неврівноваженість, нервозність, у другому — важкі неврози, у третьому — психози; четверте покоління — потворність, розумове недорозвинення; настає бездітність та смерть роду.
Морель виділяв не тільки нервові та психічні, а й тілесні ознаки дегенерації, що згодом відіграло важливу роль і в психіатрії, і в кримінології (вчення Ломброзо, 1876), вплинув на діагностику психічних розладів і на методику прогнозування їх перебігу — у результаті чого тих або інших пацієнтів зараховували до невиліковно хворих, «вроджених злочинців». На думку фахівців, початок антропологічної школи кримінального права перегукується з роботами Мореля.
Одне з клінічних описів, складених Морелем, — історія хлопчика, який подає надії, в чотирнадцятирічному віці враженого психічним захворюванням, яке призвело до деградації розумових здібностей і втрати комунікаційних здібностей. Подібні захворювання Морель став називати раннім недоумством (фр. démence précoce), яке згодом увійшло у класифікацію шизофренії, складену Крепеліном у 1898 році як «деменція прекокс», і трансформувалося у поняття простої форми шизофренії (так само як кататонія Кальбаума трансформувалася у кататонічну форму, гебефренія Геккера — у гбефренічний та хронічний маячний психоз Маньяна — у параноїдну). Це найменування зберігалося досить довго, проте до початку XX століття стало зрозуміло, що далеко не всі випадки такого «недоумства» ведуть до безповоротної деградації. Як виявилося, цей розлад до того ж не завжди був раннім. Нова назва діагнозу «шизофренія» була запропонована швейцарським психіатром Ойгеном Блейлером у 1911 році, яку донині так і використовують.
Морелівський напрямок набув широкого поширення у німецькій школі психіатрії: Шюле, а слідом за ним Крафт-Ебінґ розділили всі психічні розлади на хвороби здорового мозку (які виникають внаслідок інфекцій, інтоксикацій) і хвороби вироджуючихся, причому до невиліковних спадкових «дегенератів» відносили переважну більшість психічних хвових. У Франції послідовниками Мореля стали Маньян, Легрен і Дежерін; Маньян, втім, відносив до дегенеративних психозів лише психози емоційні та вважав, що значну роль у виникненні психозів відіграє також і соціальне середовище.

## Критика
Російський психіатр О. У. Фрезе, виступаючи проти вчення Мореля про виродження, підкреслював, що за 25 років своєї роботи у галузі психіатрії він жодного разу не бачив ідіотів, які народжувалися від психічно хворих.
Психіатр, психолог і патограф М. М. Богданов зазначає, що є вагомі підстави сумніватися не тільки у місці та ролі епілепсії (яка, за Морелем, є однією з останніх ланок у ланцюзі сімейного виродження) у процесі виродження, а й у існуванні самого цього процесу. Зокрема, таке виродження, як показує багато випадків, не простежується у сім'ях епілептиків.